# Големо Яжинско езеро
Големото Яжинско езеро (на македонска литературна норма: Големо Јажинско Езеро, на албански: Liqeni i Madh i Jazhincës, на сръбски: Велико Јажиначко језеро) е ледниково езеро в Шар планина, в нейния източен дял. Намира се на територията на Косово. 
Големото и Малото Яжинско езеро съставят групата на Яжинските езера. Разположени са над село Яжинце, от което са получили името си.
Големото Яжинско езеро се намира под връх Езерца (Езерска чука), в западното му подножие, на надморска височина 2180 m. Размерите му са 150 m дължина и 90 m ширина, а обиколката му е 360 m. Площта на езерото е 10 декара. Дълбочината му е около 3 m, а според някои сръбски източници към 5 m, като при пълноводие достигала до 12 m. Езерото се захранва от снеготопенето и от поток, който не пресъхва. Водата е кристално чиста и прозрачна до дъното. При високо ниво част от водата изтича от езерото под формата на поток.
Зарибено е с пъстърва.
Наблизо са Блатешките езера, чиято дълбочина е към половин метър и са напълно прозрачни.